# Agathomyia alaskensis
Agathomyia alaskensis är en tvåvingeart som beskrevs av Kessel 1961. Agathomyia alaskensis ingår i släktet Agathomyia och familjen svampflugor. Inga underarter finns listade i Catalogue of Life.